# Zatoka Mezeńska
Zatoka Mezeńska (ros. Мезенская губа; trb. Miezienskaja guba, trl. Mezenskaja guba) – zatoka Morza Białego (Ocean Arktyczny), położona u wybrzeży północno-zachodniej Rosji, u zachodniej nasady półwyspu Kanin. Powierzchnia ok. 6630 km², długość 105 km, szerokość 97 km, głębokość do 25 m. Największe rzeki uchodzące do zatoki to Mezeń i Kułoj. Największym miastem nad zatoką jest port Mezeń. U wejścia do zatoki znajduje się wyspa Morżowiec.
Występują wysokie pływy morskie, do 10,3 m – największe u arktycznych wybrzeży Rosji.